# Soutěsky Kamenice

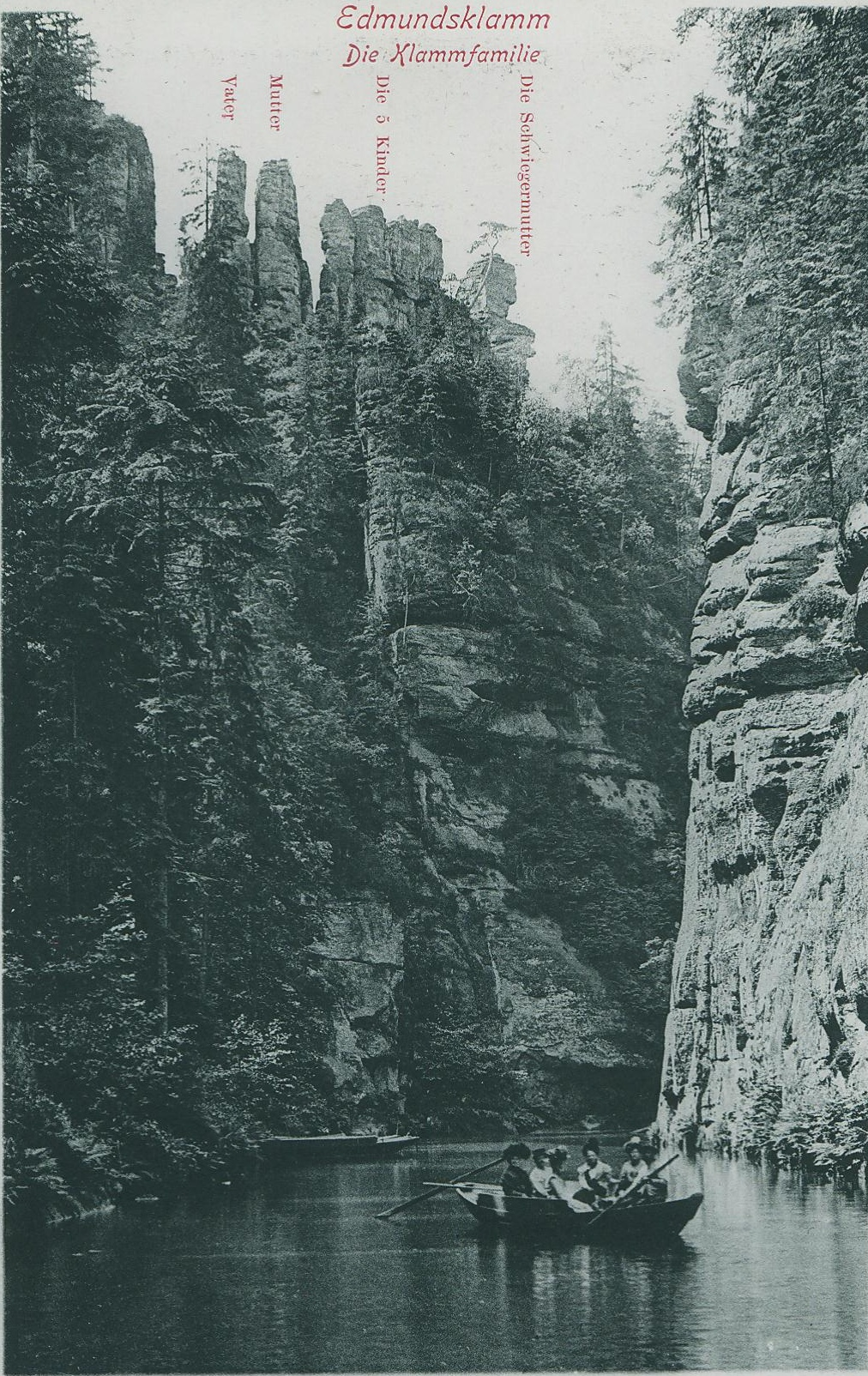
Tichá (Edmundova) soutěska

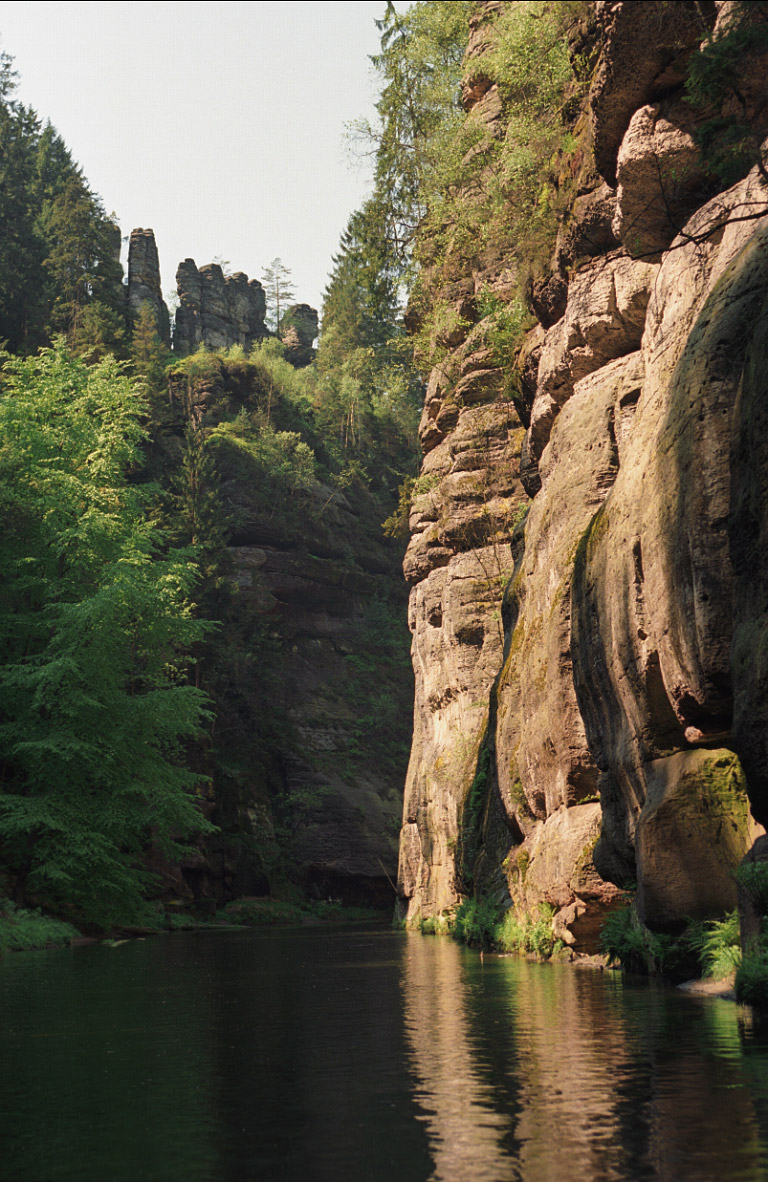
Tichá (Edmundova) soutěska

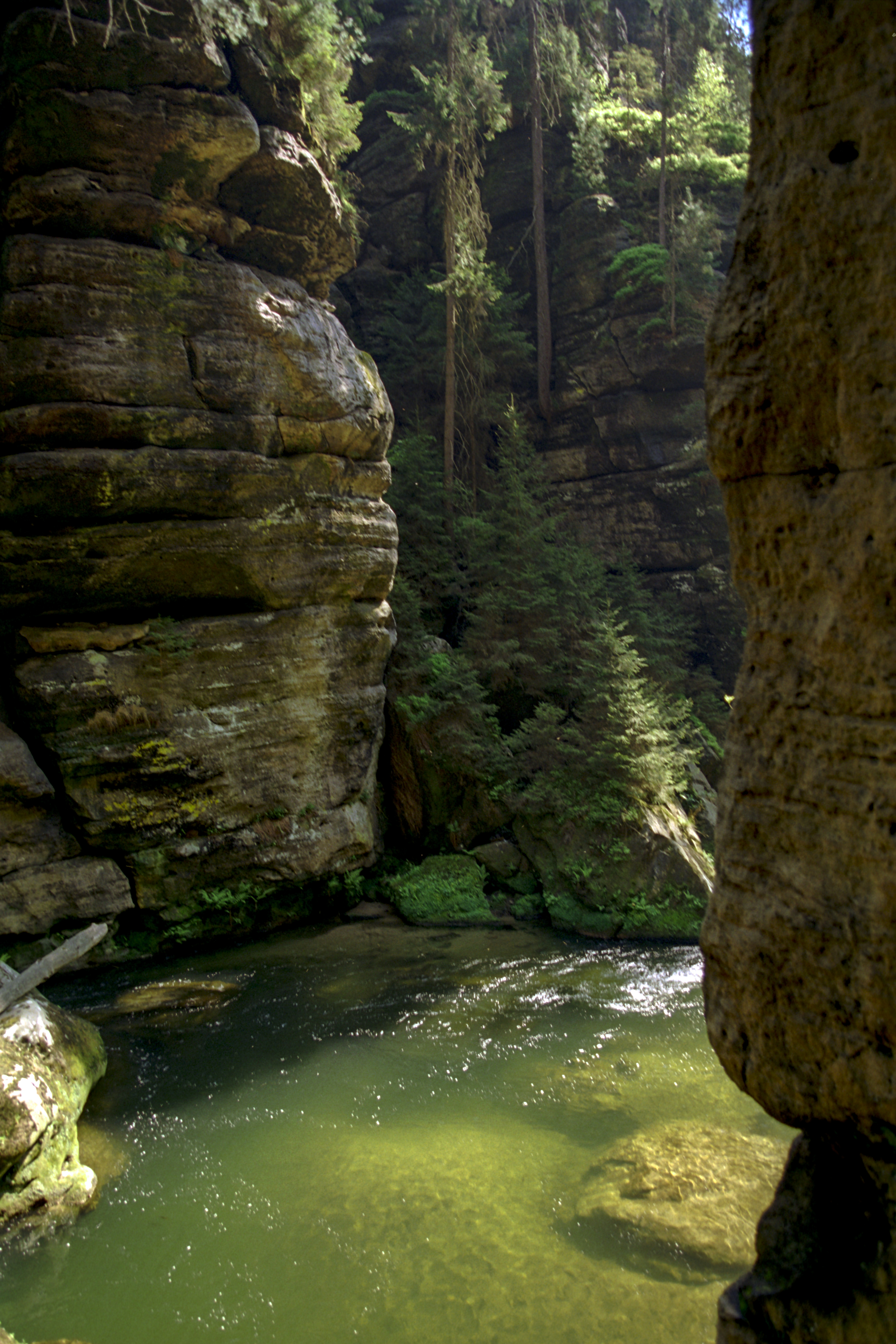
Soutěska

Soutěsky Kamenice se nacházejí nedaleko Hřenska v Českém Švýcarsku. Jedná se o hluboké kaňony řeky Kamenice v kvádrových pískovcích. Ve směru toku Kamenice je nejdříve Ferdinandova soutěska, za Dolským mlýnem část zvaná Ve Strži, Divoká soutěska a Edmundova soutěska. Řeka zde protéká pod strmými skalami vysokými 50–90 m.
Edmundovou a Divokou soutěskou prochází žlutá turistická značka, v neschůdných úsecích funguje převoz na pramicích. Naopak soutěskami výše proti proudu neprochází žádná cesta a skály zde často spadají přímo do vody.
Území mezi Kostelním dolem pod Dolským mlýnem a východním okrajem obce Hřenska je první zónou národního parku České Švýcarsko a je zde zakázán pohyb mimo turisticky značené cesty.

## Edmundova soutěska
Edmundova soutěska se od své rekonstrukce v polovině 60. let 20. stol. nazývala Tichá a v 50. a počátkem 60. let 20. stol. Ďurišova soutěska (podle ministra lesů a zemědělství z 50. let). Přibližně od počátku 21. století nese opět svůj původní historický název podle majitele teplického panství, který zdejší krajinu významným způsobem rozvíjel. Původně byla zcela nepřístupná, ale v roce 1881 byla z iniciativy knížete Edmunda Clary-Aldringena a Horského spolku pro České Švýcarsko zahájena stavba stezky, procházející tunýlky ve skalách, přes lávky a jez, který umožnil plavbu neprůchodným úsekem. Na nákladné stavbě se podílelo 200 dělníků pod vedením italských odborníků. Dne 4. května 1890 byl slavnostně zahájen provoz a otevřena restaurace. V letech 1964–65 byly obě soutěsky rekonstruovány i za pomoci československé armády.

## Divoká soutěska
U Mezního můstku navazuje na Tichou soutěsku. Byla zpřístupněna v roce 1898.

## Ve Strži
Divoká rokle mezi Divokou soutěskou a Kostelním dolem pod Dolským mlýnem téměř nedotčená člověkem. Není přístupná veřejnosti.

## Ferdinandova soutěska

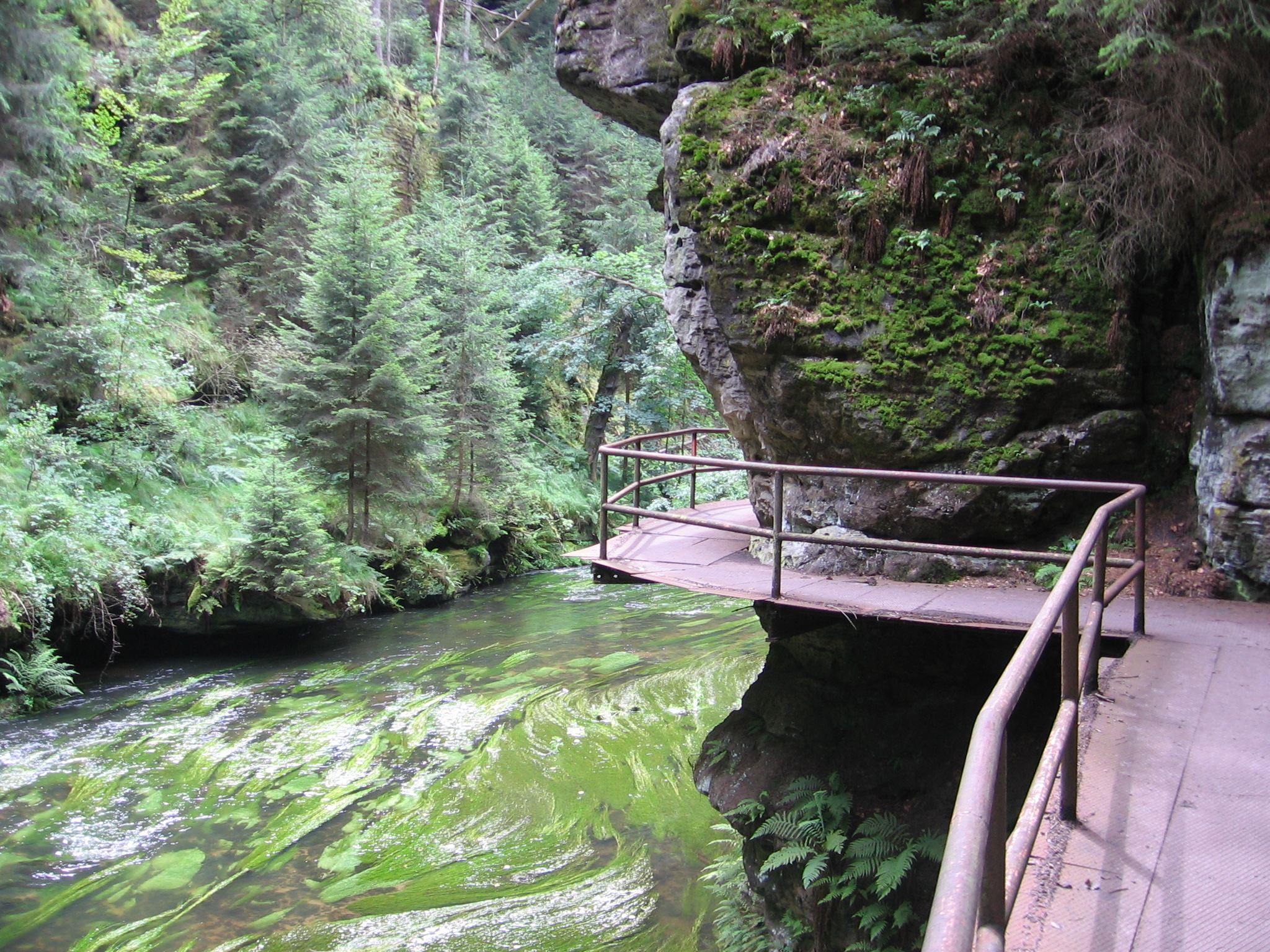
Divoká soutěska

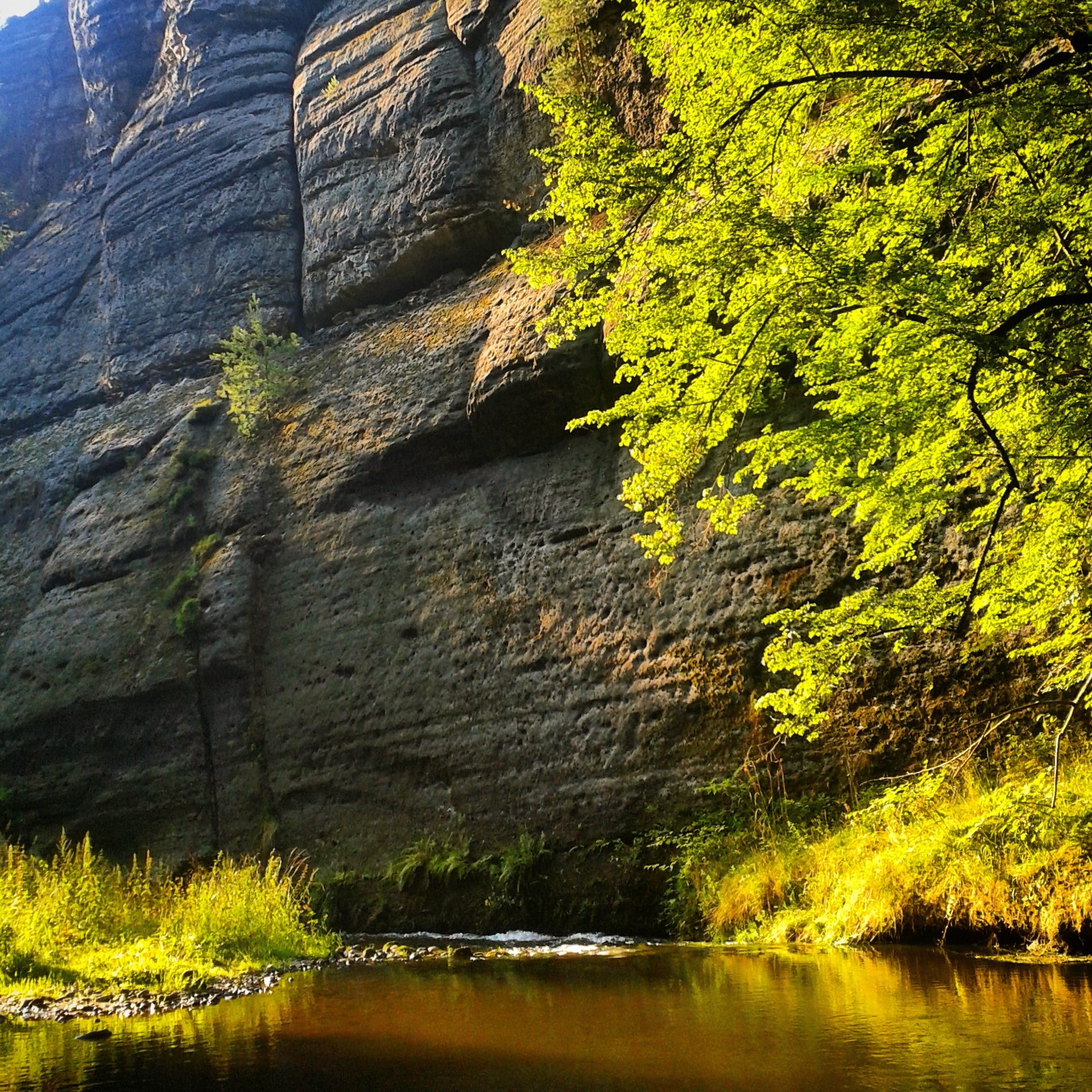
Ferdinandova soutěska

Úsek mezi Srbskou Kamenicí a Dolským mlýnem. Jméno získala na počest následníka trůnu Františka Ferdinanda d'Este, který se zde svezl na loďce. Strmé skály v centrální části spadají z obou stran přímo do vody. V celé délce jí neprochází řádná cesta. Jediná soutěska, kde pohyb mimo cesty není zakázán.
Od roku 1881 zde provozoval plavby s turisty na člunech Ignác Fiedler. Jednalo se o nejstarší a nejdelší úsek plavby v soutěskách Kamenice (cca 2 km – od soutoku Chřibské Kamenice a Kamenice u Všemil, ještě před okrajem soutěsky, kde bylo nástupové přístaviště a jezem u Dolského mlýna, kde bylo výstupové přístaviště. Plavba se dosti lišila od plavby v soutěskách u Hřenska – čluny byly dřevěné pramice s příčnými lavičkami cca pro 6–8 lidí, proud byl převážně rychlý a prudký, takže návštěvníci byli převáženi pouze po proudu říčky, po ukončení plavby dopravovali převozníci čluny poměrně obtížně zpátky k hornímu přístavišti. Celá turistická projížďka trvala asi 30 minut. Nejhlubším a nejklidnějším úsekem byla tzv. Černá hlubina (Schwarze Teufe), která byla zároveň nejužším místem soutěsky, kde skály spadají po obou stranách až do vody. Ještě před Černou hlubinou byla ukazována největší stěna soutěsky, zvaná tehdy Dostwand, která se svými více než 80 metry výšky spadá přímo do vody. Díky své mohutnosti neustoupila ani v průběhu geologických let toku říčky, který okolo zmíněné stěny mění svůj směr v pravém úhlu ze severního na západní. Provoz člunů byl kvůli nerentabilitě a stále silnějšímu znečišťování říčky papírnami zrušen v roce 1939.

## Zpřístupnění a plavby na loďkách
Budoucí úsek Edmundovy soutěsky byl provizorně zpřístupněn Franzem Clarem (obchodník se dřevem ze Hřenska) už v roce 1889 systémem dřevěných ukotvených plovoucích lávek a chodníčků,v jednom úseku se dokonce plulo na voru; celé zařízení však bylo příliš křehké a neodolalo by častým větším vodám na říčce. Proto bylo od září 1890 na žádost Horského spolku pro České Švýcarsko přikročeno k důkladnému zpřístupnění soutěsky Edmundem Clary-Aldringenem, majitelem zdejšího panství, až neuvěřitelně časově krátkou výstavbou promenádní stezky s třemi tunely u Edmundovy soutěsky, soustavy můstků, jezu a veřejných turistických plaveb na pramicích. Divoká soutěska byla zpřístupněna a otevřena v roce 1898 už po smrti Edmunda Claryho-Aldringena (zemřel roku 1894) jeho následníky.
Úsek plavby v Edmundově soutěsce je dlouhý 960 metrů, na Divoké soutěsce 450 metrů. Ve 20. letech 20. století zde sloužilo 21 loděk (14 v Tiché a 7 v Divoké), v 70. letech 20. bylo v provozu až 11 lodí pro 25 osob (9 v tehdejší Tiché a 2 v Divoké soutěsce), dnes je k dispozici v Edmundově soutěsce 8 lodí pro 25 osob, v denním provozu je přibližně 6–7 lodí. Součástí atrakce je v současné době kromě specifického výkladu, zaměřeného žertovně, ale i naučně, také umělý vodopád u Tiché soutěsky, který je pomocí ocelového lanka spouštěn převozníkem na lodi pomocí systému ve skrytém přehražení drobného bočním přítoku vysoko ve skalách.
Plavbu zhruba od roku 1993 provozovala Hana Kozáková, podle rozhodnutí soudu se k provozování neoprávněně dostala dodatečně pozměněným zápisem ze schůze zastupitelstva v době, kdy pracovala na místním úřadě. Po téměř desetiletém soudním sporu přešlo provozování od roku 2009 na obec Hřensko. Od února 2009 však došlo k různým poškozením, k opakovanému poškození jezu udržujícímu splavnou hladinu v Divoké soutěsce, k rozřezání a podkopání zařízení umělého vodopádu, opakovanému přeštípání telefonních drátů k pokladnám. V květnu 2009 obec oznámila, že v sezóně 2009 se nepodaří plavbu na Divoké soutěsce ani umělý vodopád u Edmundovy soutěsky zprovoznit. Tato předpověď se splnila jen z poloviny, vodopád v Edmundově soutěsce je v provozu. Hana Kozáková se od všech poškození distancovala.

## Povodeň
Ve středu 9. června 2010 se po silné bouřce rozvodnila Česká Kamenice na úroveň 130leté vody a poničila řadu hrází a dalších zařízení v Edmundově soutěsce. V sobotu 3 dny poté byly plavby lodiček pro veřejnost obnoveny.